# زورو (مسلسل 1957)
زورو (بالإنجليزية: zorro) مسلسل تلفزيوني أمريكي من إنتاج شركة شركة والت ديزني، وتأليف جانستون ماكولي تدور أحداثه حول شخصية زورو خلال 78 حلقة، عرض المسلسل لأول مرة في 10 أكتوبر 1957 ثم كان البث النهائي في 2 يوليو 1959. وتم بث عروض خاصة لمدة 4 ساعات في سلسلة مختارات والت ديزني بين 30 أكتوبر 1960 و 2 أبريل 1961. 

## روابط خارجية
- زورو على موقع IMDb (الإنجليزية)
- زورو على موقع ميتاكريتيك (الإنجليزية)
- زورو على موقع الموسوعة البريطانية (الإنجليزية)
- زورو على موقع روتن توميتوز (الإنجليزية)
- زورو على موقع كينوبويسك (الروسية)
- زورو على موقع ألو سيني (الفرنسية)
- زورو على موقع قاعدة بيانات الفيلم (الإنجليزية)